# Hubertus Franzen

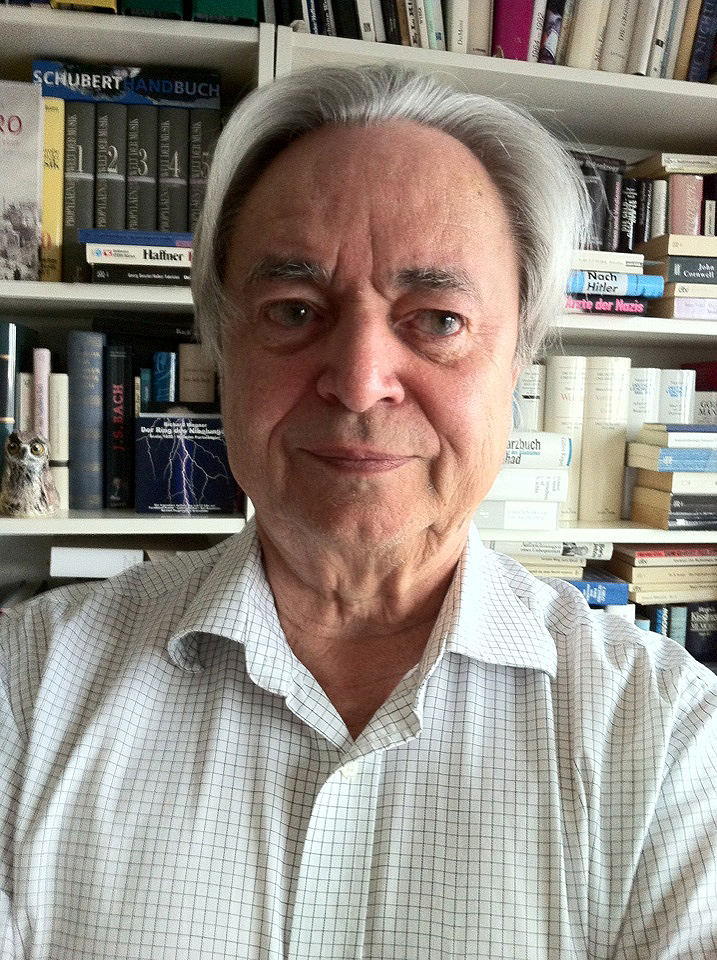
Hubertus Franzen (2011)

Hubertus Franzen (* 12. September 1934 in Mausbach (Stolberg)) ist ein deutscher Kulturmanager und Schriftsteller.

## Leben
Er studierte Gesang und Kirchenmusik u. a. an der Musikhochschule Köln. 1960 war er Preisträger des Internationalen Gesangswettbewerb in ’s-Hertogenbosch, Holland. Er sang im In- und Ausland, so war er Tenorsolist und Cembalist des Complesso di musica antica, Florenz, Solist der Zagreber Solisten unter Antonio Janigro.
Ab 1970 war Franzen Dramaturg für Oper und Konzert an den Städtischen Bühnen Mainz und Autor und Sprecher der Satire-Sendung „Spitz und Scharf“ des Südwestfunks. Von 1972 bis 1981 war er Kulturamtsleiter der Stadt Hilden und Leiter der Volkshochschule Hilden-Haan. Franzen gründete dort Konzert- und Theaterreihen mit mehr als 4000 Abonnenten, die dazu führten, dass in Hilden eine Konzert- und Theaterhalle gebaut wurde. Mit dem Dirigenten Franz Lamprecht gründete Franzen den Oratorienchor Hilden und veranstaltete Kunstausstellungen, so u. a. eine Käthe-Kollwitz-Ausstellung und der Graphik Rembrandts.
Die kulturpolitischen Aktivitäten Franzens wurden in den Eingemeindungsdebatten der Regierung von Nordrhein-Westfalen unter dem Ministerpräsidenten Johannes Rau thematisiert, die dazu führten, dass Hilden seine Eigenständigkeit behielt und nicht zu einem Stadtteil Düsseldorfs wurde. Nicht zuletzt durch diese Debatten rückte Franzen in den Focus der Politik, die dazu führte, dass er als Parteiloser von der CDU Frankfurts für das Amt des Kulturdezernenten der Stadt nominiert wurde. Er unterlag jedoch knapp gegen den Amtsinhaber Hilmar Hoffmann.
Franzen schrieb das Buch „Hilden, so wie es war“, das 1977 im Droste Verlag Düsseldorf erschien.
1981 wurde Franzen Intendant und Verwaltungsdirektor der Münchner Philharmoniker in Personalunion und hatte neben Sergiu Celibidache Anteil an der wachsenden internationalen Bedeutung des Orchesters. So steigerte er die Zahl der Abonnenten von ca. 1900 im Jahr 1981 auf über 15.000 bis 1985 und erhöhte die Zahl der Konzertreihen im neuen Konzertsaal am Gasteig. In Franzens Zeit als Manager des Orchesters fand u. a. die erste USA-Tournee im Jahre 1985 unter Leitung Lorin Maazels statt. Mit Persönlichkeiten Münchens gründete Franzen die „Gesellschaft der Freunde und Förderer der Münchner Philharmoniker.“ Franzen vergab zur Eröffnung des Konzertsaales am Gasteig im Jahre 1985, in Abstimmung mit Sergiu Celibache, Kompositionsaufträge an die Komponisten Gottfried von Einem, Hans Werner Henze, Siegfried Matthus, Luigi Nono und Krzysztof Penderecki.
Im Jahr 1982 gründete der Orchestermanager den „Festlichen Sommer der Münchner Philharmoniker“. Dirigenten des I. Orchesterfestivals waren, neben Sergiu Celibidache, Eugen Jochum, Nikolaus Harnoncourt und Lorin Maazel. Für die Festwochen zur Eröffnung des Konzertsaales im Herbst 1985 verpflichtete Franzen als Gastorchester u. a. das Gewandhausorchester Leipzig unter Kurt Masur und die Wiener Philharmoniker unter Lorin Maazel. Zu Auseinandersetzungen zwischen Franzen und der Stadt München kam es, als dieser 1985 einen fünfjährigen Sponsorvertrag zwischen den Münchnern Philharmonikern und der Audi AG abschloss, ohne die Zustimmung des Münchners Stadtrats einzuholen. Franzen und die Stadt trennten sich im gegenseitigen Einvernehmen.
1988 wurde Franzen Manager des NDR-Sinfonieorchester Hamburg unter dem Chefdirigenten Günter Wand und gründete, neben den zwei bestehenden, drei weitere Konzertreihen in der Hamburger Musikhalle, dazu weitere in Kiel und Lübeck. Unter seinem Management reiste das NDR-Sinfonieorchester u. a. nach Argentinien, Brasilien, Japan, und er band den polnischen Komponisten Krzysztof Penderecki als Principal Guest Conductor an das Sinfonieorchester des NDR.
1991 ging Franzen als Hauptabteilungsleiter der Klangkörper des MDR nach Leipzig und gründete in dieser Eigenschaft 1992 das Festival MDR-Musiksommer in den drei Trägerländern des MDR, Sachsen, Sachsen-Anhalt und Thüringen und baute Konzertreihen der MDR-Klangkörper in Berlin, Hamburg, München und Düsseldorf auf, dadurch für die neuen Länder werbend. Zu den Gastorchestern des MDR-Musikfestivals gehörten die Wiener Philharmoniker unter Riccardo Muti, das Orchester der Mailänder Scala unter Carlo Maria Giulini, das Concertgebouw-Orchester Amsterdam u. a. sowie bekannte Solisten, wie Anne Sophie Mutter, die den MDR-Musiksommer 1985 mit der Uraufführung des II. Violinkonzertes von Krzysztof Penderecki und dem MDR-Sinfonieorchester unter Mariss Jansons eröffnete.
In der Saison 1992/93 gründete Franzen als Hauptabteilungsleiter der MDR-Klangkörper mit der Intendanz der Semper-Oper Dresden die Reihe „Meisterinterpreten in der Semper-Oper“, in welcher in der ersten Saison Maria João Pires, Bruno Leonardo Gelber, Shlomo Mintz und Rudolf Buchbinder auftraten. Auch im Leipziger-Gewandhaus gründete Franzen in der gleichen Saison die Reihe „Meisterinterpreten“, in der in der Regel die gleichen Solisten auftraten wie in der Semper-Oper. Weitere Konzertreihen des MDR-Sinfonieorchesters, der MDR-Kammerphilharmonie und des MDR-Chores gründete Franzen in den Städten des MDR-Sendegebietes Erfurt, Halle (Saale), Magdeburg und Weimar.
1995 wurden, bedingt durch die Initiative Franzens, die Musiker Fabio Luisi, Manfred Honeck und Marcello ViottiHauptdirigenten des MDR-Sinfonieorchesters. Zu den Gastdirigenten des MDR und des MDR-Musiksommers in der Ära Franzen gehörte auch Enoch zu Guttenberg, der u. a. die Matthäus-Passion, das Weihnachtsoratorium und die h-Moll-Messe Bachs dirigierte. 1993 und 1998 war Franzen verantwortlich für die Vatikan-Konzerte des MDR aus Anlass des 15. und 20. Jahrestages der Wahl Johannes Paul II. zum Papst. In dem Konzert am 16. Oktober 1998 dirigierte Krzysztof Penderecki sein Johannes Paul II. gewidmetes Te Deum.
Franzen war auch mitverantwortlicher Organisator der Uraufführung der „Seven Gates of Jerusalem“ von Penderecki aus Anlass des 3000-jährigen Jubiläums der Stadt Jerusalem unter der Leitung Lorin Maazels mit dem Chor des MDR, dem Orchester des Bayerischen Rundfunks und dem Jerusalem Symphony Orchestra. Die Sprecherrolle übernahm Boris Carmeli, ein Überlebender von Auschwitz, den Franzen auch für die Konzerte des MDR im Vatikan als Bassisten verpflichtete, ebenso wie für die Rolle des Evangelisten in der Lukas-Passion Pendereckis im Rahmen der MDR-Konzerte.
Durch die Zusammenarbeit Franzens mit Walter Blovsky, dem geschäftsführenden Vorstand der Wiener Philharmoniker, kam es zu einer Zusammenarbeit zwischen dem Chor des Mitteldeutschen Rundfunks und den Wiener Philharmonikern, die dazu führte, dass der MDR-Chor und die Wiener Philharmoniker unter Leitung Riccardo Mutis am 12. Mai 1997 das Festkonzert „850 Jahre Wiener Stephansdom“, das Eröffnungskonzert der Wiener Festwochen 1997 und zwei Abonnement-Konzerte des Orchesters im Goldenen Saal des Wiener Musikvereins sowie in der Mailänder Scala bestritten.
Franzen engagierte sich ab 1998 als Mitglied des Vorstandes der „Deutschen Gesellschaft zur Erhaltung der Kunstschätze der Vatikanischen Museen“ für Restaurierungen von Fresken in der Sixtinischen Kapelle durch Veranstaltungen von Benefizkonzerten in den Päpstlichen Museen (Cortile Ottagono und Capella Sistina). Dadurch konnte die Gesellschaft die Mittel für die Restaurierung des Freskos „Der Tod des Moses“ von Luca Signorelli in der Sixtinischen Kapelle bereitstellen.
Franzen war auch beteiligt an der Gründung des „Festival die Musica e Arte Sacra“ in Rom mit den Wiener Philharmonikern als Orchester in Residence.
Ab dem Jahre 2002 widmete sich Franzen ausschließlich seiner schriftstellerischen Tätigkeit. So wurde sein 2006 zum Mozartjahr erschienener Roman „Der Tod des Wolfgang Amadeus Mozart im Goldner Hirsch zu Salzburg 1851“ während des Mozartjahres in der „Gießener Allgemeinen Zeitung“ abgedruckt.

## Veröffentlichungen (Auswahl)
- Hilden so wie es war. Droste, Düsseldorf 1977, ISBN 3-7700-0482-5.
- Madonna mia. (Roman), Herbig, München/Berlin 1987, ISBN 3-7766-1478-1.
- Mord im Konklave. (Roman), Brilliant-Books, München 2005, ISBN 3-938477-66-0.
- Mozarts Tod im Goldenen Hirsch zu Salzburg: 1851. (Roman), Brilliant-Books, München 2006, ISBN 978-3-938477-68-7.